# Bob Murawski
Robert Lee Murawski, detto Bob (Bad Axe, 14 giugno 1964), è un montatore statunitense.

## Carriera
Nell'ambito dei Premi Oscar 2010 ha vinto l'Oscar al miglior montaggio per The Hurt Locker, in condivisione con Chris Innis. Con lo stesso film nello stesso anno si è aggiudicato il Premio BAFTA. Ha lavorato in molti film del regista Sam Raimi. È attivo anche con due case di distribuzione che pubblica film horror e indipendenti, la Box Office Spectaculars e la Grindhouse Releasing, quest'ultima fondata nel 1996 insieme a Sage Stallone.

## Filmografia
- Danger Zone III: Steel Horse War, regia di Douglas Bronco (1990)
- Seduzione pericolosa (Carnal Crimes), regia di Gregory Dark (1991)
- L'armata delle tenebre (Army of Darkness), regia di Sam Raimi (1992)
- Senza tregua (Hard Target), regia di John Woo (1993)
- Object of Obsession, regia di Gregory Dark (1994)
- Istinti pericolosi 2 (Animal Instincts II), regia di Gregoty Dark (1994)
- Night of the Scarecrow, regia di Jeff Burr (1995)
- The Expert, regia di Rick Avery e William Lustig (1995)
- Uncle Sam, regia di William Lustig (1996)
- L'ultimo confine (Last Lives), regia di Worth Keeter (1997)
- American Hero, regia di Jeff Burr (1997)
- Dal tramonto all'alba 2 (From Dusk Till Dawn 2: Texas Blood Money), regia di Scott Spiegel (1999)
- The Gift - Il dono (The Gift), regia di Sam Raimi (2000)
- Spider-Man, regia di Sam Raimi (2002)
- Spider-Man 2, regia di Sam Raimi (2004)
- Spider-Man 3, regia di Sam Raimi (2007)
- The Hurt Locker, regia di Kathryn Bigelow (2008)
- Drag Me to Hell, regia di Sam Raimi (2009)
- Gone with the Pope, regia di Duke Mitchell (2010)
- The Resident, regia di Antti Jokinen (2011)
- Il grande e potente Oz (Oz the Great and Powerfull), regia di Sam Raimi (2013)
- Poltergeist, regia di Gil Kenan (2015)
- Ash vs. Evil Dead, serie TV (2015-)
- Ben-Hur, regia di Timur Bekmambetov (2016)
- Kong: Skull Island, regia di Jordan Vogt-Roberts (2017)
- Doctor Strange nel Multiverso della Follia (Doctor Strange in the Multiverse of Madness), regia di Sam Raimi (2022)
- Omen - L'origine del presagio (The First Omen), regia di Arkasha Stevenson (2024)